# 杜氏 (三国時代)
杜氏（とし、? - 249年以降?）は、中国後漢末期から三国時代の女性。秦宜禄の妻。後に曹操の夫人（側室）。子は秦朗・曹林・曹袞・金郷公主（何晏夫人）。

## 生涯
建安3年（198年）、曹操が下邳に立て篭もる呂布を包囲すると、秦宜禄は呂布の使者として袁術の下へ救援要請に赴いたが、その先で袁術によって滅ぼされた陳愍王の劉寵の娘と強引に結婚させられた。杜氏は息子の秦朗と共に下邳に留まっていた。
曹操陣営の客将だった劉備の腹心関羽が曹操に対し、杜氏を娶りたいと願い出たため、曹操もこれを許可したが、建安4年（199年）に呂布滅亡後、曹操は杜氏が美人であると知るや、約束を破ってこれを自分の側室にした。同年劉備が小沛で曹操に叛旗を翻すと、その腹心張飛が前夫の秦宜禄の下にやって来て「妻を奪い取った男に仕えるのは愚かなことだ。わしについて来い」と勧誘した。秦宜禄も最初は受諾したが、すぐに後悔して張飛に「帰りたい」と願い出たため、怒った張飛に殺された。
杜氏はその後、曹操との間に曹林・曹袞・金郷公主をもうけた。王后に次ぐ序列である「夫人」に列せられた。また秦朗は連れ子にもかかわらず曹操に大層可愛がられた。曹操が亡くなった後、沛王となった曹林の母ということで「沛王太妃」と称された。
また、娘の金郷公主は高平陵の変の直前、夫の立場を相談した。このとき、杜氏は娘の相談相手となった。したがって、正始10年（249年）頃までの存命は確認されるが、その後の消息は不明。
小説『三国志演義』には登場しない。